# Pietra di Euville

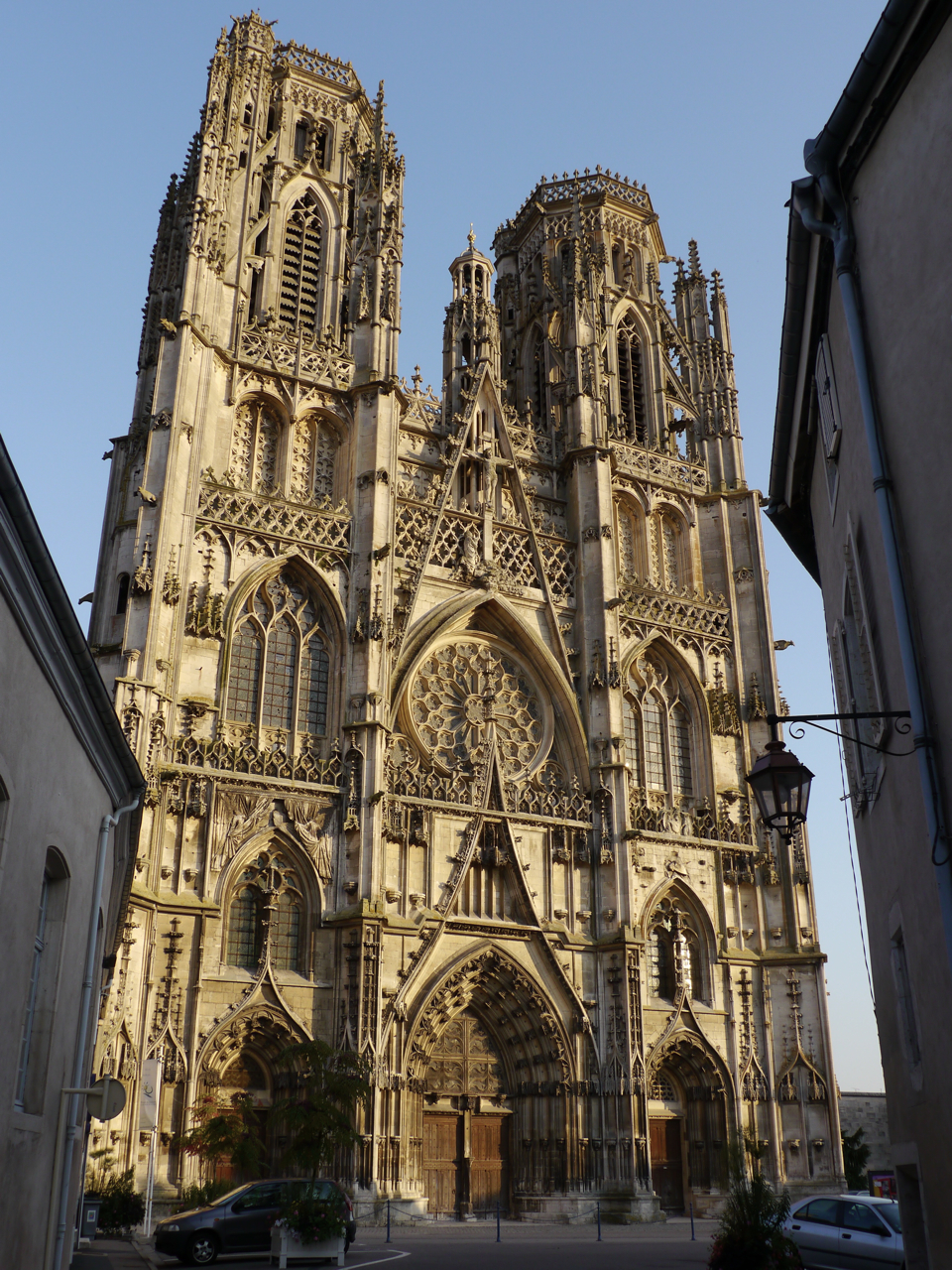
Cattedrale di Toul in pietra di Sorcy

La pietra di Euville è un tipo di pietra utilizzata nella costruzione di numerosi edifici. È una pietra di calcare a entroco beige rosato e giallastro del giurassico superiore (Oxfordiano, -160 milioni d'anni).

## Sfruttamento
Il calcare di Euville è sfruttato a Euville, Geville e Commercy, sulle rive del fiume Mosa, nel dipartimento francese
della Mosa, regione Grande Est.
Altre cave più antiche furono sfruttate a Sorcy e a Lérouville.

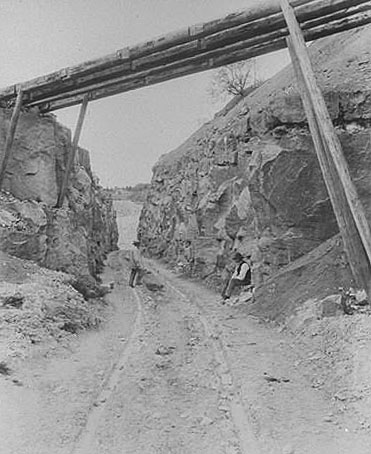
Cava di Euville Sablière (1889)
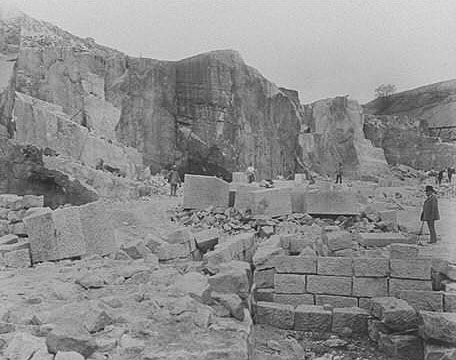
Cava di Euville Tranchée (1889)
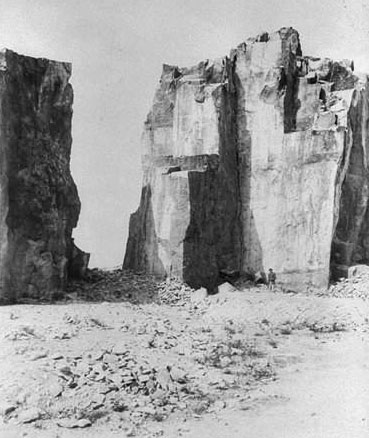
Cava di Lérouville La Mézengère (1889)
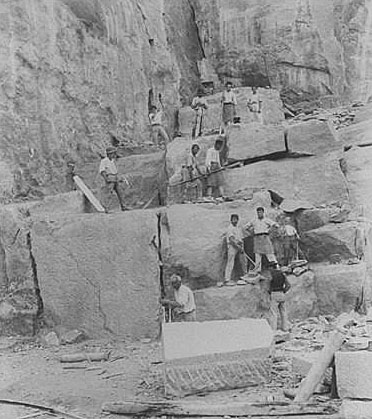
Cava di Lérouville Maillemont (1889)

## Colorazione

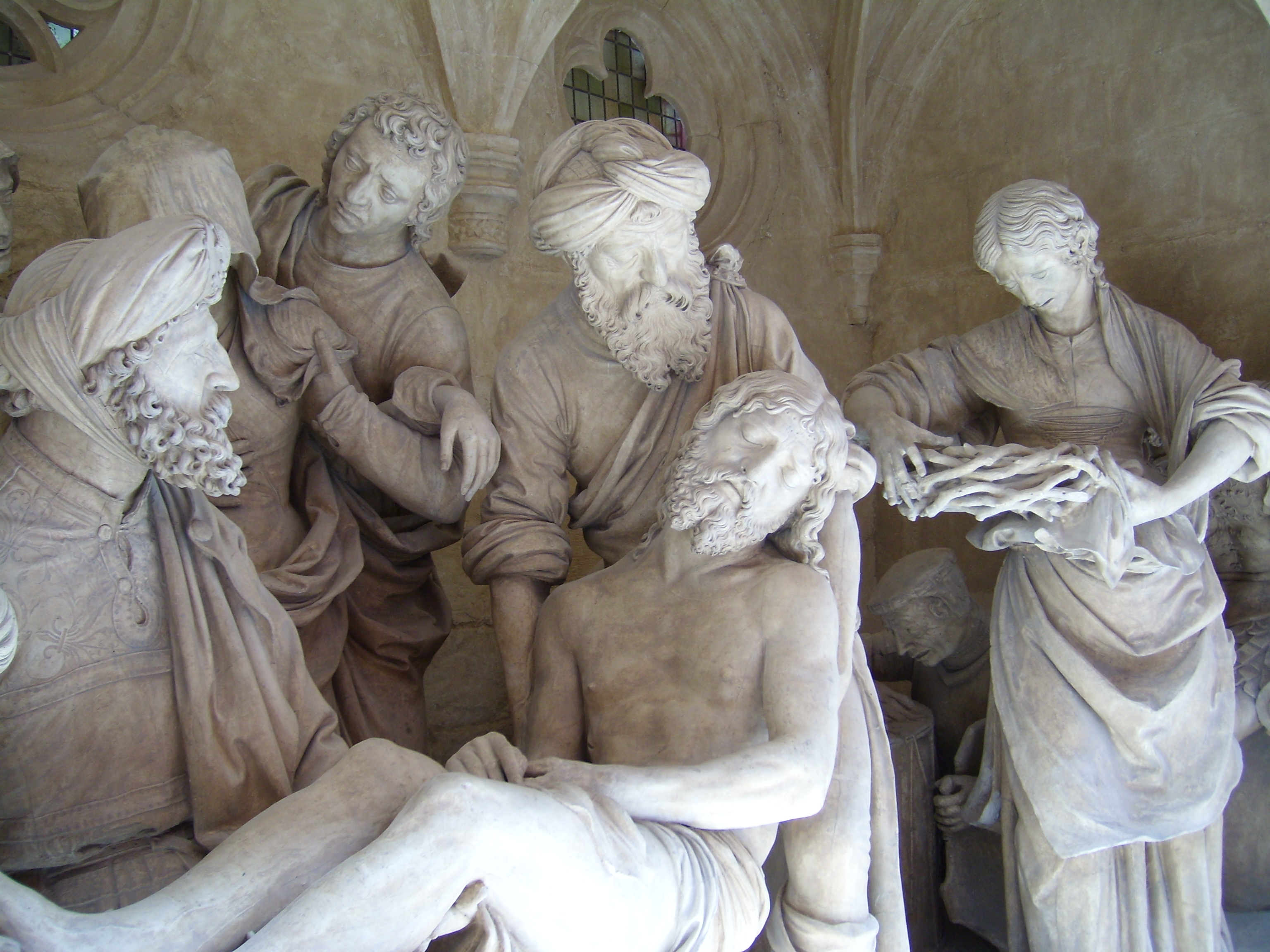
Il sepolcro di Ligier Richier

L'assenza di ossidi di ferro caratterizza questa pietra d'una estrema bianchezza, e le conferisce una reputazione in tutta l’Europa e oltre.

## Caratteristiche
Di una grana molto fine e di grande bianchezza, la pietra detta di Euville è in effetti sfruttata da secoli, estratta nelle cave di Sorcy (ormai chiuse). Questa pietra di Sorcy, identica a quella di Euville, era il materiale ideale per lo scultore del rinascimento lorenese Ligier Richier.

## Costruzioni
Numerosi edifici, particolarmente in Lorena, utilizzano questa pietra:
- A Nancy, è la principale pietra utilizzata per le costruzioni Art Nouveau del movimento della Scuola di Nancy così che la maggior parte degli edifici costruiti nel secolo XIX, come la basilica di Sant' Apro di Nancy,
- il Castello di Commercy (XVII secolo),
- la place Stanislas di Nancy (XVIII secolo),
- i fabbricati di stile Scuola di Nancy, costruiti fuori della città come il municipio di Euville, per esempio,
- la Basilica di Santa Giovanna d'Arco di Domrémy-la-Pucelle,

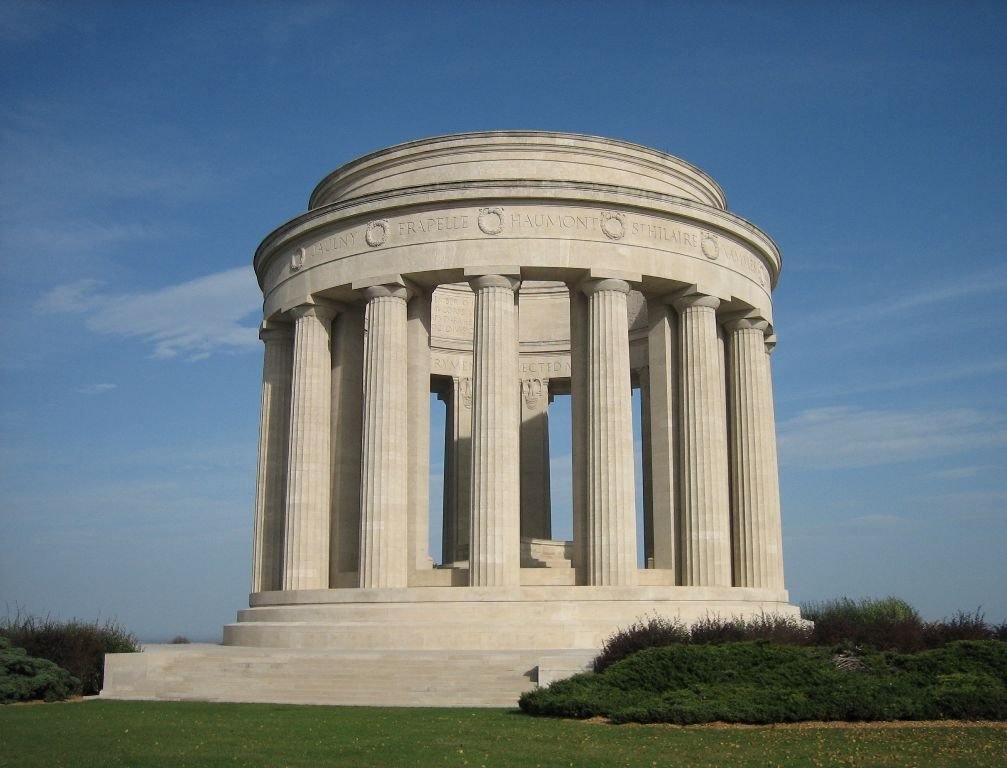
Monumento di Montsec

I memoriali americani in Lorena quali:
- la butte de Montsec e il suo memoriale del saliente di Saint-Mihiel così come il Cimitero americano del Saliente di Saint-Mihiel,
- il cimitero americano di Épinal,
- le cimitero americano di Romagne-sous-Montfaucon,
- le cimitero americano di Saint-Avold.

Gli edifici costruiti in pietra di Sorcy anteriori al XVIII secolo quali:
- la Basilica di Saint-Nicolas-de-Port (XVI secolo),
- la Cattedrale di Toul (XIII-XVI secolo),
- le sculture di Ligier Richier (XVI secolo)
- l'Abbazia dei Canonici regolari premostratensi di Pont-à-Mousson (XVIII secolo).

Ne esistono anche a Parigi :

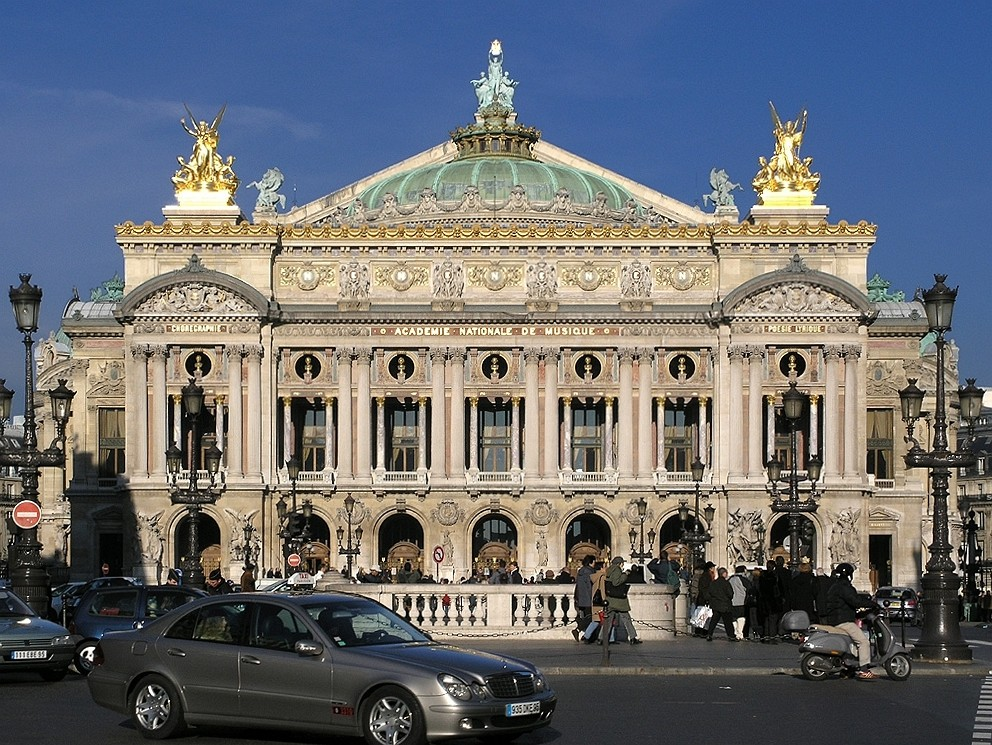
Opéra Garnier a Parigi

- l'ala del Louvre edificata sotto Napoleone III,
- il Grand Palais così come lo Petit Palais,
- l'Opéra Garnier,
- la Stazione di Parigi Est,
- il Ponte Alessandro III.
- i fregi scolpiti da Constant Roux che circondano l'Institut de paléontologie humaine (fondazione del Principe Alberto I di Monaco) rue René Panhard, sono in pietra di Euville.
- il Monumento alle Madri francesi di Paul Bigot, Henri Bouchard e Alexandre Descatoire per il Giardino del Monumento alle Madri Francesi

Non è invece in pietra di Euville, come pretende tuttavia una persistente leggenda, il basamento della Statua della Libertà, che in effetti è costruito in cemento e granito proveniente dal Connecticut.